# Белокачулата кокетка
Белокачулатата кокетка (Lophornis adorabilis) е вид птица от семейство Колиброви (Trochilidae).

## Разпространение
Видът е разпространен в Коста Рика и Панама.